# Абу аль-Хасан аль-Мухаджир
Абу́ аль-Ха́сан аль-Муха́джир (араб. أبو الحسن المهاجر‎; 1977 — 27 октября 2019) — кунья, использовавшаяся официальным спикером и представителем международной террористической группировки Исламское государство с 5 декабря 2016 по 27 октября 2019, пока он не был убит во время налёта авиации США на севере Сирии. Он был выходцем из Саудовской Аравии.

## Биография
Абу аль-Хасан стал преемником Абу Мухаммада аль-Аднани, после его убийства в Алеппо в августе 2016 года. Были предположения, что Абу аль-Хасан является иностранцем, поскольку его кунья в переводе с арабского как «мигрант». После подтверждения гибели аль-Мухаджира медиа-центром Исламского государства «Аль-Фуркан» в новом заявлении, датированным 31 октября 2019 года, стало известно, что аль-Мухаджир был родом из Саудовской Аравии.

### Список речей
- «Вы вспомните то, что я говорю вам» — 5 декабря 2016
- «Будь же терпелив, ведь обещание Аллаха истинно» — 4 апреля 2017
- «Когда верующие увидели союзников» — 12 июня 2017
- «Следуй же их прямым путём» — 22 апреля 2018
- «Нападение моджахедов на крепость многобожников» — 26 сентября 2018
- «Кто был правдивым с Аллахом, с тем Аллах был правдив» — 18 марта 2019

## Смерть
Аль-Мухаджир и четверо других боевиков были убиты 27 октября 2019 года в результате авиаудара ЦРУ в селении Айн-эль-Бейда, вблизи города Джерабулус на северо-западе Сирии, рядом с сирийско-турецкой границей. Это произошло менее чем через 24 часа после убийства Абу Бакра аль-Багдади американским спецназом в ходе рейда в провинции Идлиб. Аль-Мухаджир был описан как «важный лидер» и «правая рука» аль-Багдади.
29 октября Президент США Дональд Трамп заявил в социальных сетях, что «замена номер один» была уничтожена американскими силами, а позже добавил: «Очень вероятно, что он мог занять место лидера — теперь он тоже мёртв!» Поскольку Трамп не уточнил имя, позже другой американский чиновник подтвердил, что Трамп имел ввиду аль-Мухаджира. 31 октября преемник аль-Мухаджира Абу Хамза аль-Кураши в новом обращении в медиа-центре Исламского государства «Аль-Фуркан» подтвердил смерть аль-Багдади и аль-Мухаджира.